# البلد (أرحب)

تعديل مصدري - تعديل

البلد هي إحدى قرى عزلة شعب بمديرية أرحب التابعة لمحافظة صنعاء، بلغ تعداد سكانها 1570 نسمة حسب تعداد اليمن لعام 2004.